# Neophryxus globicaudatus
Neophryxus globicaudatus är en kräftdjursart som först beskrevs av Bruce 1973.  Neophryxus globicaudatus ingår i släktet Neophryxus och familjen Bopyridae.
Artens utbredningsområde är havet utanför Kenya. Inga underarter finns listade i Catalogue of Life.